# Dendropanax borneensis
Dendropanax borneensis är en araliaväxtart som först beskrevs av William Raymond Philipson, och fick sitt nu gällande namn av Elmer Drew Merrill. Dendropanax borneensis ingår i släktet Dendropanax och familjen Araliaceae. Inga underarter finns listade.